# Saprosma glomeratum
Saprosma glomeratum är en måreväxtart som först beskrevs av George Gardner, och fick sitt nu gällande namn av Richard Henry Beddome. Saprosma glomeratum ingår i släktet Saprosma och familjen måreväxter.

## Underarter
Arten delas in i följande underarter:
- S. g. gardneri
- S. g. glomeratum